# Ernst Georg Ravenstein

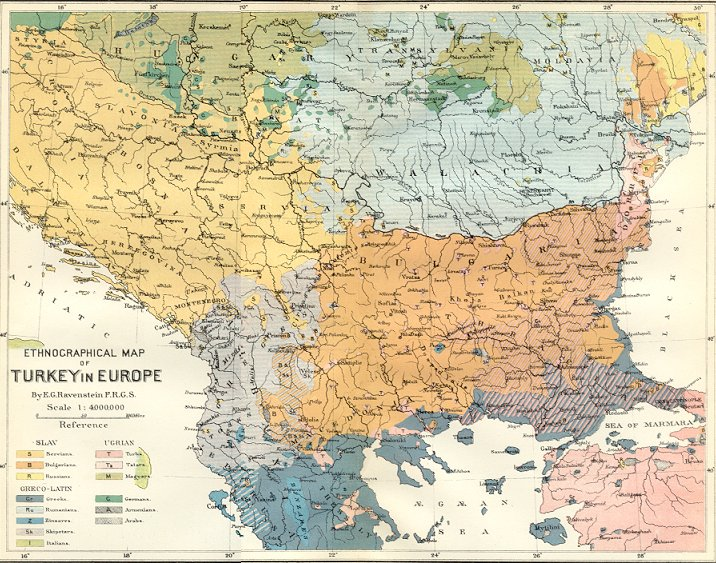
Ravensteins etnografiska karta "Turkey in Europe".

Ernst Georg Ravenstein, född 30 december 1834 i Frankfurt am Main, död 13 mars 1913, var en tysk-brittisk geograf och kartograf.
Ravenstein var från 1852 bosatt i London, där han 1855-75 var anställd i brittiska krigsministeriets topografisk-statistiska byrå. Han författade avdelningen om Storbritannien i Johann Eduard Wappäus "Handbuch der Geographie und Statistik", en mängd uppsatser i facktidskrifter och bland annat Vasco da Gama's First Voyage (1898), Systematic Atlas (1894), Martin Behaim, His Life and the Globe (1908). Han utgav även ett stort antal kartor, i synnerhet över Afrika, bland annat det grundläggande kartverket A Map of Eastern Equatorial Africa (25 blad, 1:1.000.000, 1883),  Philip’s Systematic Atlas (1894) och Handy Volume Atlas (1895).

## Fotnoter
1. 1 2  SNAC, SNAC Ark-ID: w6nk5kfb, läs online, läst: 9 oktober 2017.[källa från Wikidata]
2. ↑  Gemeinsame Normdatei, läst: 10 december 2014.[källa från Wikidata]
3. ↑  Gemeinsame Normdatei, läst: 30 december 2014.[källa från Wikidata]